# Kim Thayil
Kim Thayil est un guitariste américain né le 4 septembre 1960 à Seattle, dans le Washington. Il a fondé le groupe de rock Soundgarden avec Chris Cornell et Hiro Yamamoto en 1984, dont il resta le guitariste soliste jusqu'à leur séparation en 1997, puis lors de leur reformation de 2010 à 2017.

## Biographie
Les parents de Thayil sont originaires de l'État de Kerala dans le sud de l'Inde. Il vécut pendant 5 ans à Seattle puis grandit dans la banlieue de Chicago. Il passa également quelque temps en Inde.
Son premier groupe fut Bozo And The Pinheads. Il rencontra ensuite Hiro Yamamoto à la Rich East High School à Chicago. Après leur diplôme, ils effectuèrent leurs études à l'Université de Washington à Seattle. C'est dans cette ville que le duo rencontra Chris Cornell, un compagnon de chambre, et décidèrent de fonder Soundgarden en 1984. Après s'être imposé dans le milieu underground, Soundgarden signa avec le label A&M Records. Durant la décennie suivante, ils remporteront trois albums de platine et deux Grammy Awards, devenant définitivement l'un des plus grands groupes du mouvement grunge.
Après la fin de Soundgarden en 1997, Thayil joua au sein de Pigeonhed, avec les Presidents of the United States of America. Il collabora avec Dave Grohl sur le projet PROBOT, et No WTO Combo avec Jello Biafra et Krist Novoselic. Il a également contribué à la guitare sur le titre Blood Swamp de Sunn O)))/Boris.
En 2003, le magazine Rolling Stone place Thayil à la 100e position dans sa liste des « 100 meilleurs guitaristes de tous les temps » . En 2005, il apparaît dans le documentaire Malfunkshun: The Andrew Wood Story consacré au chanteur Andrew Wood, aux côtés des autres membres de Soundgarden.
En 2010, Thayil retrouve Cornell, Ben Shepherd et Matt Cameron pour reformer Soundgarden, d'abord pour un live (le 16 avril 2010 à Seattle), puis pour leur 6e album studio, King Animal. Il fait partie du groupe jusqu'au décès du chanteur Chris Cornell en 2017.
En 2022, avec Matt Cameron, le bassiste Krist Novoselic (Nirvana), le guitariste  Bubba Dupree (Void) et les chanteuses Jillian Raye (du groupe de Novoselic Giants in the Trees) et Jennifer Johnson, il forme le supergroupe 3rd Secret et sort un album de 11 titres.

## Équipement
Premières années
Guitares: Guild S-100

Amplificateurs: Bass Ampeg Mesa Boogie avec parleur 15" 

Effets: Jim Dunlop Crybaby wah, MXR (en) chorus
Badmotorfinger
Guitares: Guild S-100, Gibson Les Paul Custom Lite, Gibson Firebird

Amplificateurs: Peavey VTM-120, Music Man HD130, Mesa Boogie Dual Rectifier
Superunknown
Guitares: Guild S-100, Gibson Les Paul, Fender Telecaster, Gibson SG

Amplificateurs: Mesa Boogie Dual Rectifiers, Mesa Boogie 50-watt Mavericks, un vieux Fender Super, un Fender Princeton, Fender Twin Reverbs et Vibro-Kings, et une vieille tête Orange .

Effets: Intellitronics LA-2 and Summit DIs.
Down on the Upside
Guitares: Guild S-100, Diet Gibson Les Paul, Fender Telecaster, Fender Jazzmaster, Gibson SG.

Amplificateurs: Mesa Boogie Dual Rectifiers

Effets: Jim Dunlop Crybaby wah, Colorsound wah, Jim Dunlop Rotovibe, Mu-Tron
Matériel live actuel
Guitares: Guild S-100, Guild S-300AD 

Amplificateurs: Mesa Boogie Tremo-Verb 2x12 combo amplifiers, Mesa Boogie Electra Dyne heads paired with Mesa Boogie Stiletto 4x12 cabinets
Effets: Boss TU-2 Chromatic Tuner, Ehx Micro Pog, Mxr Doubleshot Distortion, Dunlop Rotovibe, Dunlop 535Q Wah, Ehx XO Deluxe Memory Man, Hughes & Kettner Rotosphere

## Discographie

### Soundgarden
- 1988 : Ultramega OK
- 1989 : Louder Than Love
- 1991 : Badmotorfinger
- 1994 : Superunknown
- 1996 : Down on the Upside
- 2012 : King Animal

### No WTO Combo
- 2000 : Live from the Battle in Seattle

### Probot
- 2004 : Probot

### Sunn O))) and Boris
- 2006 : Altar

### 3rd Secret
- 2022 : 3rd Secret